# کرکس‌های جهان قدیم
کرکس‌های جهان قدیم یا کرکس‌های بر قدیم (به انگلیسی: Old world vultures) گروهی از کرکس‌هاهستند که در بر قدیم، یعنی قاره‌های اروپا، آسیا و آفریقا یافت می‌شوند و از خانواده بازان هستند که شامل عقاب‌ها، سارگپه‌ها، کورکورها و بازها نیز می‌شوند.
کرکس‌های جهان قدیم ارتباط تکاملی نزدیکی با کرکس‌های بر جدید نداشته و مانند آن‌ها دارای حس بویایی قوی نیستند.
کرکس های دنیای قدیم و جهان جدید هر دو پرندگان لاشخور هستند و بیشتر از لاشه حیوانات مرده تغذیه می کنند. کرکس های دنیای قدیم لاشه ها را منحصراً از طریق دید پیدا می کنند. یکی از ویژگی های خاص بسیاری از کرکس ها سر نیمه طاس است که گاهی اوقات بدون پر یا با پایین ساده است. از نظر تاریخی، تصور می‌شد که این به دلیل عادت‌های تغذیه است، زیرا پرها با گوشت و خون در حال پوسیدگی چسبانده می‌شوند. با این حال، مطالعات اخیر نشان داده است که این در واقع یک سازگاری تنظیم کننده حرارت برای جلوگیری از گرم شدن بیش از حد صورت است. به نظر می رسد وجود یا عدم وجود پرهای پیچیده در عادات غذایی اهمیت چندانی ندارد، زیرا برخی از کرکس ها کاملاً شکارچی هستند.

## گونه‌ها
| زیرخانواده | سرده         | نام عمومی و نام علمی                | تصویر | دامنه                                                                           |
| ---------- | ------------ | ----------------------------------- | ----- | ------------------------------------------------------------------------------- |
| Gypaetinae | Gypaetus     | هما Gypaetus barbatus               |       | کوه‌های بلند در جنوب اروپا، قفقاز، آفریقا، شبه قاره هند و تبت                    |
| Gypaetinae | Gypohierax   | کرکس نخل آنگولنسیس گیپوهیراکس       |       | جنگل‌ها و دشت‌های ساوانا در سراسر صحرای آفریقا                                    |
| Gypaetinae | Neophron     | کرکس کوچک Neophron percnopterus     |       | جنوب غربی اروپا و شمال آفریقا تا هند                                            |
| Gypiinae   | Aegypius     | دال سیاه Aegypius monachus          |       | اروپای جنوب غربی و مرکزی، ترکیه، خاورمیانه مرکزی، شمال هند و آسیای مرکزی و شرقی |
| Gypiinae   | Aegypius     | † Aegypius jinniushanensis          |       | در گذشته چین                                                                    |
| Gypiinae   | Aegypius     | † Aegypius prepyrenaicus            |       | در گذشته اسپانیا                                                                |
| Gypiinae   | دال‌ها        | دال معمولی                          |       | کوه‌هایی در جنوب اروپا، شمال آفریقا و آسیا                                       |
| Gypiinae   | دال‌ها        | دال کفل‌سفید Gyps bengalensis        |       | شمال و مرکز هند، پاکستان، نپال، بنگلادش و جنوب شرقی آسیا                        |
| Gypiinae   | دال‌ها        | دال روپل Gyps rueppelli             |       | منطقه ساحل در آفریقای مرکزی                                                     |
| Gypiinae   | دال‌ها        | دال هندی Gyps indusus               |       | هند مرکزی و شبه جزیره                                                           |
| Gypiinae   | دال‌ها        | دال نوک‌باریک Gyps tenuirostris      |       | مناطق زیر هیمالیا هند و جنوب شرقی آسیا                                          |
| Gypiinae   | دال‌ها        | دال هیمالیایی Gyps himalayensis     |       | هیمالیا و فلات تبت                                                              |
| Gypiinae   | دال‌ها        | دال پشت‌سفید آفریقایی Gyps africanus |       | ساواناهای آفریقای غربی و شرقی                                                   |
| Gypiinae   | دال‌ها        | کرکس شنل                            |       | آفریقای جنوبی                                                                   |
| Gypiinae   | Necrosyrtes  | کرکس کلاه‌پوش Necrosyrtes monachus   |       | جنوب صحرای آفریقا                                                               |
| Gypiinae   | کرکس سرسرخ   | کرکس سرسرخ Sarcogyps calvus         |       | شبه قاره هند، با جمعیت جدا از هم جدا در جنوب شرقی آسیا                          |
| Gypiinae   | کرکس غبغب‌دار | کرکس غبغب‌دار Torgos tracheliotos    |       | جنوب صحرای آفریقا، صحرای سینا و نگب و شمال غربی عربستان سعودی                   |
| Gypiinae   | کرکس سرسفید  | کرکس سرسفید Trigonoceps occipitalis |       | جنوب صحرای آفریقا                                                               |
| Gypiinae   | † نئوجیپ‌ها   |                                     |       |                                                                                 |

† = منقرض‌شده

## کاهش جمعیت
بیش از نیمی از گونه‌های کرکس جهان قدیم در فهرست قرمز IUCN به‌عنوان آسیب‌پذیر، در خطر انقراض یا به شدت در معرض خطر قرار گرفته‌اند. کاهش جمعیت ناشی از تهدیدات مختلفی است که بسته به گونه و منطقه متفاوت است، که بیشترین کاهش در آسیا به دلیل مصرف دیکلوفناک است. در آفریقا، ترکیبی از مسمومیت ها و تجارت کرکس (از جمله استفاده به عنوان گوشت بوته و طب سنتی) تقریباً 90 درصد از کاهش جمعیت را تشکیل می دهد. و از آنجایی که کرکس ها لاشخور هستند، کاهش جمعیت آنها می تواند پیامدهای فرهنگی، بهداشت عمومی و اقتصادی برای جوامع داشته باشد و حتی مشکل سازتر از کاهش سایر گونه های در معرض انقراض باشد. جمعیت کرکس‌ها آسیب‌پذیر هستند زیرا معمولاً در گروه‌های بزرگ تغذیه می‌کنند و به راحتی قربانی مسمومیت‌های دسته‌جمعی می‌شوند.